# Raión de Kalevala
El raión de Kalevala (ruso: Ка́левальский райо́н; carelio: Kalevalan piiri) es un distrito administrativo y municipal (raión) de la república rusa de Carelia. Se ubica en el noroeste de la república, siendo fronterizo con Finlandia. Su capital es Kálevala.
En 2019, el raión tenía una población de 6641 habitantes.
Posee el estatus de raión nacional por la gran cantidad de carelios étnicos que viven en su territorio. En 2002, el raión estaba habitado por un 46,34% de rusos étnicos, un 35,94% de carelios étnicos y un 9,83% de bielorrusos.

## Subdivisiones
Comprende el asentamiento de tipo urbano de Kálevala y los asentamientos rurales de Borovói, Lúsalmi y Yushkózero. Estas cuatro entidades locales agrupan un total de nueve localidades.